# Posterior-Fossa-Syndrom
Das Posterior-Fossa-Syndrom ist eine Kombination von Kleinhirn-bedingtem (cerebellärem) Mutismus (CM) und Verhaltensveränderungen als Komplikation nach Operation eines Hirntumors der Fossa cranii posterior (hintere Schädelgrube).
Synonyme sind: Syndrom der hinteren Schädelgrube; Fossa posterior Syndrom (FPS); englisch Cerebellar mutism syndrome (CMS)
Die Erstbeschreibung stammt aus dem Jahre 1979 durch J. F. Hirsch und Mitarbeiter.
Der Begriff „Cerebral mutism“ wurde von Harold L. Rekate und Mitarbeitern im Jahre 1985 geprägt.

## Vorkommen
Das Posterior-Fossa-Syndrom kann in 15–25 % nach operativer Entfernung eines Tumors der hinteren Schädelgrube auftreten, meist handelt es sich um Kinder, das weibliche Geschlecht ist häufiger betroffen.
Weitere seltenere Ursachen können Trauma, Schlaganfall oder Infektionen sein. Bei Erwachsenen sind nur einzelne Fälle beschrieben worden.

## Klinische Erscheinungen
Klinische Kriterien sind:
- Auftreten 1 – 2 Tage oder 1 Woche nach der Operation
- Verlust oder Einschränkung des Sprechens bei vollem Bewusstsein (Mutismus)
- Vollständige, mitunter nur langsame (Monate – Jahre) Normalisierung

Hinzu können Autismus, Lähmung, Störungen des Gleichgewichtssinnes oder der Blasenentleerung oder weitere Verhaltensauffälligkeiten kommen.